# Diocesi di Scranton
La diocesi di Scranton (in latino: Dioecesis Scrantonensis) è una sede della Chiesa cattolica negli Stati Uniti d'America suffraganea dell'arcidiocesi di Filadelfia. Nel 2022 contava 318000 battezzati su 1093000 abitanti. È retta dal vescovo Joseph Charles Bambera.

## Territorio
La diocesi comprende 11 contee nella parte nord-orientale della Pennsylvania, negli Stati Uniti: Bradford, Lackawanna, Luzerne, Lycoming, Monroe, Pike, Sullivan, Susquehanna, Tioga e Wayne e Wyoming.
Sede vescovile è la città di Scranton, dove si trova la cattedrale di San Pietro (Saint Peter). Nella stessa città sorge anche la basilica minore e santuario nazionale di Sant'Anna.
Il territorio si estende su 22914 km² ed è suddiviso in 115 parrocchie.

## Storia
La diocesi è stata eretta il 3 marzo 1868 con il breve Summi apostolatus di papa Pio IX, ricavandone il territorio dalla diocesi di Filadelfia (oggi arcidiocesi).
Originariamente suffraganea dell'arcidiocesi di Baltimora, nel 1875 è entrata a far parte della provincia ecclesiastica di Filadelfia.

## Cronotassi dei vescovi
Si omettono i periodi di sede vacante non superiori ai 2 anni o non storicamente accertati.
- William O'Hara † (3 marzo 1868 - 3 febbraio 1899 deceduto)
- Michael John Hoban † (3 febbraio 1899 succeduto - 13 novembre 1926 deceduto)
- Thomas Charles O'Reilly † (19 dicembre 1927 - 25 marzo 1938 deceduto)
- William Joseph Hafey † (25 marzo 1938 succeduto - 12 maggio 1954 deceduto)
- Jerome Daniel Hannan † (17 agosto 1954 - 15 dicembre 1965 deceduto)
- Joseph Carroll McCormick † (4 marzo 1966 - 15 febbraio 1983 ritirato)
- John Joseph O'Connor † (6 maggio 1983 - 26 gennaio 1984 nominato arcivescovo di New York)
- James Clifford Timlin † (24 aprile 1984 - 25 luglio 2003 ritirato)
- Joseph Francis Martino (25 luglio 2003 - 31 agosto 2009 dimesso)[2]
- Joseph Charles Bambera, dal 23 febbraio 2010

## Statistiche
La diocesi nel 2022 su una popolazione di 1093000 persone contava 318000 battezzati, corrispondenti al 29,1% del totale.
| anno | popolazione | popolazione | popolazione | presbiteri | presbiteri | presbiteri | presbiteri                | diaconi | religiosi | religiosi | parrocchie |
| anno | battezzati  | totale      | %           | numero     | secolari   | regolari   | battezzati per presbitero | diaconi | uomini    | donne     | parrocchie |
| ---- | ----------- | ----------- | ----------- | ---------- | ---------- | ---------- | ------------------------- | ------- | --------- | --------- | ---------- |
| 1950 | 350876      | 1047300     | 33,5        | 540        | 445        | 95         | 649                       |         | 87        | 1.370     | 231        |
| 1966 | 360767      | 916539      | 39,4        | 631        | 488        | 143        | 571                       |         | 275       | 1.464     | 234        |
| 1970 | 355595      | 916539      | 38,8        | 600        | 471        | 129        | 592                       |         | 212       | 1.431     | 240        |
| 1976 | 361911      | 953526      | 38,0        | 520        | 420        | 100        | 695                       |         | 111       | 1.265     | 237        |
| 1980 | 359513      | 960430      | 37,4        | 544        | 435        | 109        | 660                       |         | 117       | 1.197     | 240        |
| 1990 | 350496      | 1013420     | 34,6        | 490        | 389        | 101        | 715                       | 6       | 108       | 1.015     | 219        |
| 1999 | 362546      | 1054814     | 34,4        | 473        | 358        | 115        | 766                       | 32      | 4         | 819       | 200        |
| 2000 | 343820      | 1031976     | 33,3        | 432        | 333        | 99         | 795                       | 48      | 154       | 776       | 198        |
| 2001 | 337454      | 1032536     | 32,7        | 437        | 341        | 96         | 772                       | 51      | 159       | 784       | 198        |
| 2002 | 365079      | 1066308     | 34,2        | 410        | 332        | 78         | 890                       | 51      | 142       | 732       | 195        |
| 2003 | 355422      | 1069367     | 33,2        | 409        | 336        | 73         | 869                       | 50      | 141       | 711       | 195        |
| 2004 | 348542      | 1072813     | 32,5        | 415        | 345        | 70         | 839                       | 52      | 82        | 673       | 193        |
| 2008 | 316825      | 1095092     | 28,9        | 452        | 392        | 60         | 700                       | 63      | 70        | 557       | 178        |
| 2010 | 323047      | 1091320     | 29,6        | 340        | 280        | 60         | 950                       | 65      | 70        | 523       | 138        |
| 2014 | 348600      | 1118000     | 31,2        | 312        | 252        | 60         | 1117                      | 67      | 70        | 417       | 120        |
| 2017 | 276594      | 1098910     | 25,2        | 274        | 225        | 49         | 1009                      | 80      | 55        | 369       | 120        |
| 2020 | 282400      | 1122040     | 25,2        | 281        | 215        | 66         | 1004                      | 90      | 69        | 382       | 118        |
| 2022 | 318000      | 1093000     | 29,1        | 288        | 238        | 50         | 1104                      | 90      | 54        | 319       | 115        |